# Josef Jíra
Josef Jíra (11. října 1929 Turnov – 15. června 2005 Malá Skála u Turnova) byl český malíř, grafik a ilustrátor.

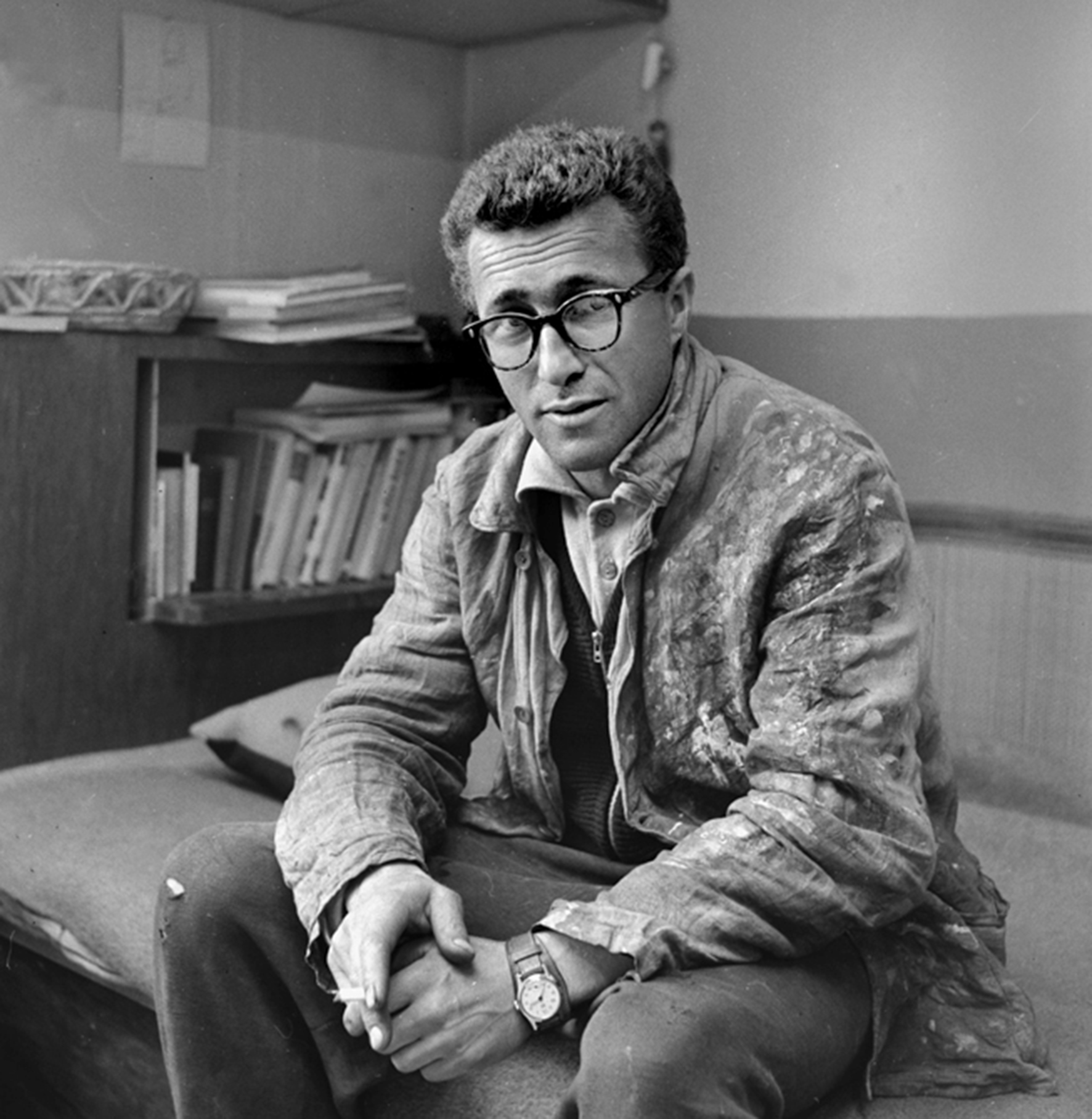
Portrét Josefa Jíry od Jana Šplíchala

## Život
Studoval na odborné šperkařské škole v Turnově (od 1943), potom na Akademii výtvarných umění v Praze (od 1946), nejdříve v přípravce u Karla Mináře, po roce byl přijat do školy Miloslava Holého. Akademii v roce 1949 dobrovolně opustil a odjel na roční brigádu do Krkonoš. Další dva roky studia byli jeho učiteli Otakar Nejedlý a Vlastimil Rada. Od mládí hodně maloval, zároveň se však věnoval sportu (1946 se stal členem čs. reprezentačního družstva v lyžování). Jeho sportovní kariéru ukončily až dva úrazy v letech 1950 a 1954. Vášnivě však lyžoval celý život, další dva úrazy (1973, 1989) vždy znamenaly zmenšenou pohyblivost, takže mohl malovat jen v ateliéru, hlavně portréty. Po roce 1954 už se plně věnoval výtvarnému umění. Zprvu se živil propagační grafikou, později (především aby uživil rodinu) přijímal zakázky na knižní ilustrace. Stále však maloval a první úspěch se dostavil již v roce 1955, kdy za obraz Komedianti získal roční stipendium (obraz je nyní v Puškinově muzeu v Moskvě).
Jíra byl jedním ze zakládajících členů skupiny M 57 a zúčastnil se všech jejích výstav (1959, 1960, 1962, 1969 a 1970). Skupina vznikla již v roce 1954, ale kvůli neshodám se Svazem československých výtvarných umělců jí byla první výstava povolena až v roce 1959. M v názvu skupiny je zkratka slova Makarská, protože se výtvarníci scházeli v malostranské vinárně Makarská; číslo 57 znamená rok 1957. Členy skupiny byli absolventi AVU, většinou žáci profesorů Miloslava Holého, Vladimíra Pukla, Jana Laudy (Ladislav Karoušek, Mojmír Preclík, Jaroslav Šerých ad.). Josef Jíra využíval koncem 50. let a zvláště v letech 60. možnosti více cestovat. Zúčastnil se světové výstavy Expo 58 v Bruselu, v dalších letech navštívil Leningrad, Paříž, Egypt, Itálii, Řecko, Španělsko, Švédsko, Kubu, Arménii, Gruzii a řadu dalších zemí. Všechny tyto cesty měly výrazný vliv na jeho práci. Vznikla řada kreseb, grafických listů i obrazů (nefigurativní obrazy, motiv zabitých pstruhů). Hlavně však tyto cesty, zvláště v prvních letech znamenaly seznámení se současným světovým uměním; zaujala ho především díla expresionistů. Jindřich Chalupecký napsal, že Jíra vytvořil „vlastní verzi expresionismu“. V začátcích tvorby byl umělec ovlivněn Jindřichem Pruchou. Jeho obrazy krajin, kromě olejomaleb také akvarely a kvaše, jsou expresivní, vznikaly často jako ohlas vzpomínek na dětství (Velikonoce I 1960, Velikonoce II 1963) i prožívání pobytu v přírodě (cyklus Člověk a kůň, 1972). V jeho obrazech se objevuje také pocit a vědomí konfliktu mezi poetickou představou vesnického dětství a zmatky a hlukem velkoměsta (Město 1962, Memento mori 1969).
V dalších letech umělec maloval krajiny, také sugestivní portréty, vytvořil dvě monumentální kompozice pro budovu československého zastupitelství v Tokiu a návrh na šest malovaných oken s motivy z Erbenovy Kytice pro zámeckou kapli v Liberci. Návrh nebyl realizován, byl však vystaven na umělcově souborné výstavě v Mánesu v roce 1990. V 80. letech se Josef Jíra věnoval také tvorbě koláží, asambláží, textílií, dřevo-plechů a vitráží. Jeho obrazy, v nichž se často objevovalo jako symbol otevřené oko, často vyjadřují úzkost a obavy o osud člověka v moderní době. V roce 1992 si splnil celoživotní sen – vybudoval v Malé Skále v Boučkově roubeném statku galerii výtvarného umění 20. století, kde se mu podařilo shromáždit sochy, obrazy a grafiku více než osmdesáti našich nejvýznamnějších umělců.
Josef Jíra měl 47 samostatných výstav a zúčastnil se svými díly více než padesáti skupinových výstav. Jeho obrazy a grafiky jsou v Alšově jihočeské galerii v Hluboké nad Vltavou, v Galerii hl. města Bratislavy, ve Středočeské galerii Praha, v Památníku Terezín, v řadě krajských a oblastních galerií (Karlovy Vary, Hradec Králové, Liberec, Trenčín, Olomouc, Pardubice, Litoměřice) a v Puškinově muzeu v Moskvě. Byl členem Skupiny M 57, SČUG Hollar a SVU Mánes.

## Samostatné výstavy, výběr
- 1964 Malá Skála
- 1965 Nová síň Praha

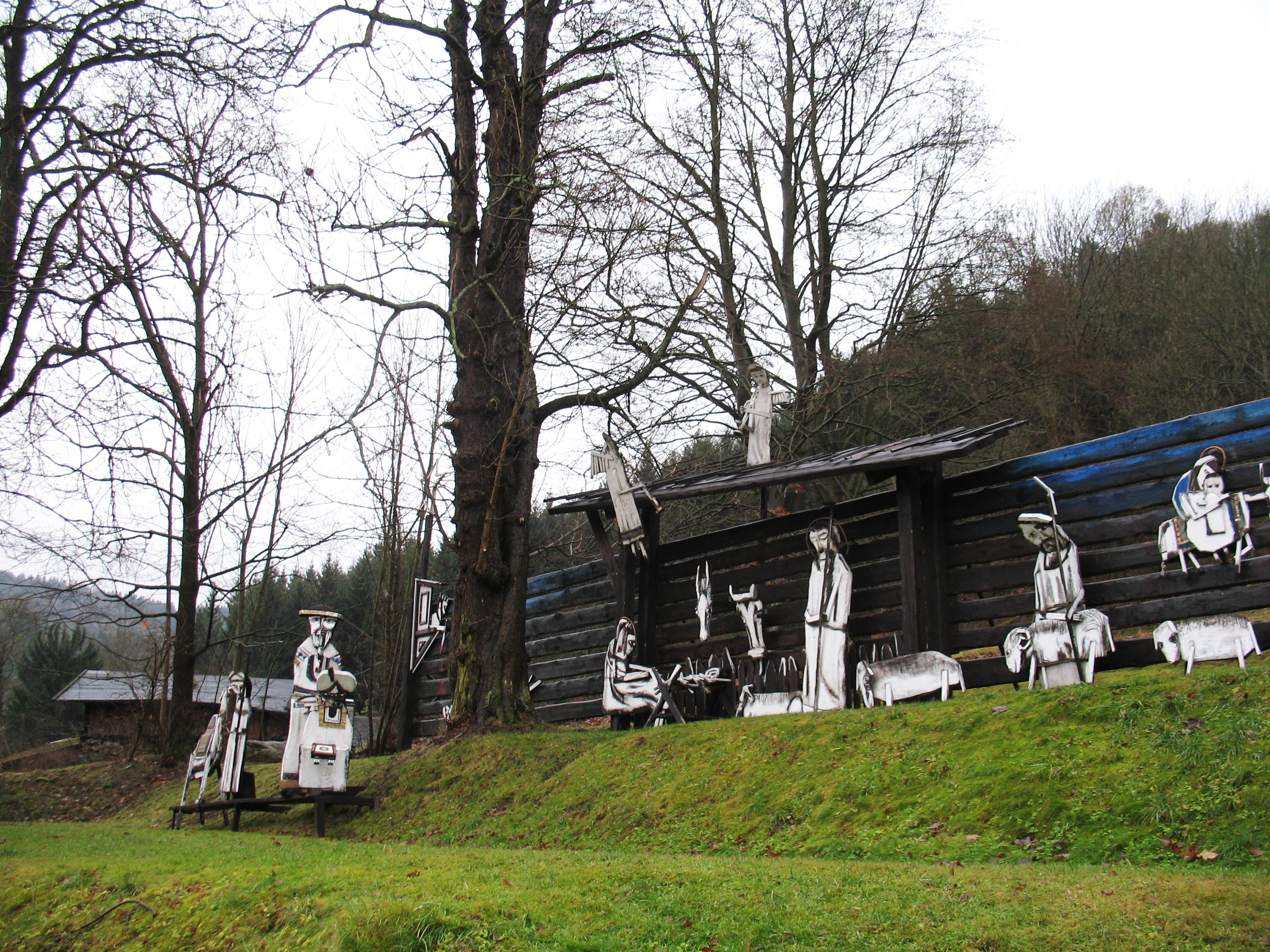
V Kryštofově Údolí se každoročně o Vánocích vystavuje Jírův betlém

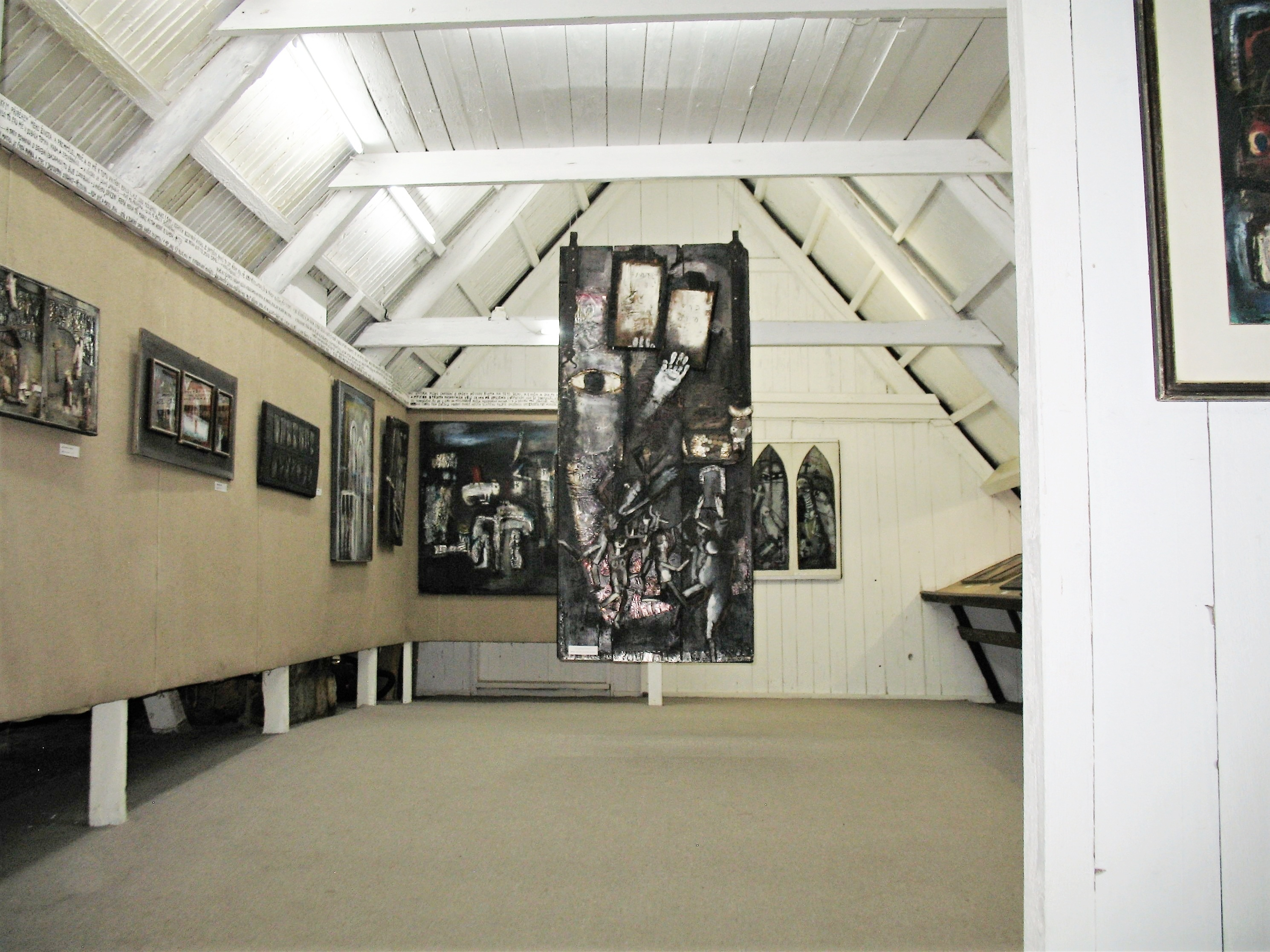
Expozice z tvorby Josefa Jíry v Maloskalské galerii v Boučkově statku

- 1967 Severočeská galerie výtvarného umění v Litoměřicích
- 1968 Krajská galerie Olomouc
- 1972 Frýdek-Místek
- 1977 Galerie výtvarného umění v Ostravě
- 1978 Galerie moderního umění v Roudnici nad Labem
- 1979 Nová síň Praha
- 1980 Galerie umění Karlovy Vary
- 1983 Galerie Platýz Praha
- 1983 Mirbachův palác Bratislava
- 1985 Dům umění města Brna
- 1987 Oblastní galerie M. A. Bazovského Trenčín
- 1987 Dům umělců Gruzínské SSR Tbilisi
- 1987 Ústřední dům umělců SSSR Moskva
- 1988 Atrium Praha
- 1990 Výstavní síň Mánes Praha, souborná výstava

## Účast na výstavách, výběr
- 1958 Umění mladých výtvarníků Československa Brno
- 1959 Skupina M 54, Nová síň Praha
- 1959 Manifestation internationale des jeunes artistes Paříž
- 1963 VII. Bienal Sao Paulo
- 1965 Výstava současného československého umění Díllí
- 1966 Aktuální tendence českého umění Praha
- 1966 Malíři z Československa Alžír
- 1969 Salon d’Automne Paříž
- 1969 Nová figurace Praha
- 1970 Konfrontace I. Praha
- 1977 Česká krajina XX. století Hradec u Opavy
- 1984 Česká kresba XX. století Hluboká nad Vltavou
- 1985 Art Centrum Prag, Basilej
- 1987 Český portrét Praha
- 1988–1989 Das Auge in der Kunst des 20. Jahrhunderts Osnabrück, Kolín nad Rýnem, Mnichov, Utrecht
- 1988 Salon pražských výtvarných umělců Praha

## Ilustrace
- Bohumil Hrabal: Městečko u vody. Praha, Československý spisovatel, 1982. 492 s. (Obsahuje Postřižiny, Krasosmutnění, Harlekýnovy milióny.)
- Ivan Olbracht: Golet v údolí. 15. vyd., v ČS 5. vyd. Praha, Československý spisovatel, 1988. 233 s. Slunovrat. Ilustrovaná řada.
- Ivan Olbrach: Golet v údolí. Událost v mikve. [Jablonec nad Nisou], Jablonecké kulturní a informační centrum, o.p.s., Petr Vobořil, 2019. 54 s. ISBN 978-80-270-6099-3.

## Grafická úprava
- Vladislav Vančura: Tri rieky. Bratislava, Slovenské vydavateľstvo krásnej literatúry, 1961.

## Citát
„Myslím, že člověk maluje jedno své téma, jeden svůj obraz po celej život… Moje obrazy, to je můj deník, mé listy důvěrné, které zveřejňuji a snažím se jim dát všelidský, obecný význam.“

## Ocenění
- 1960: Čestné uznání v umělecké soutěži „K 15. výročí osvobození“
- 1969: 1. cena za malbu na 2. pražském salónu
- 1982: čestné uznání v soutěži o nejkrásnější knihu za ilustrace k Hrabalovu Městečku u vody
- 1989: čestné uznání za ilustrace k Olbrachtovu Goletu v údolí
- 2004: medaile Za zásluhy II. stupně

## Zajímavosti
- V roce 1988 vytvořil a jako novoročenky na rok 1989 používal deset litografií inspirovaných Erbenovou Kyticí. „Celý soubor je tak velice vzácný. Litografie Svatební košile představuje smějícího se kostlivce, vedle nějž v kontrastu stojí dívka mající na ruce, kterou svírá kostlivec, zavěšený růženec, a její smutný výraz Jíra vyjádřil nakloněnou hlavou a hlavně tváří zastupující (v Jírově grafické práci poměrně časté) jediné široce otevřené oko. Mezi dvěma k sobě se (jistě kostlivcem násilně) tisknoucími postavami vystupuje červená kulatá skvrna – znamení dívčiny lásky?, krve?, předání čehosi? Postavy z části rámují kříže, stíny a v horní partii opět kříži naznačený hřbitov. Svými ostrými črtami, černými partiemi, ze kterých vystupují rovné a krátké linky, grafické podání přesně vystihuje hrůzostrašný okamžik balady.“[5][6]
- Spisovatel Dick Francis v závěru knihy Motiv koní (In the Frame) děkuje profesionálním výtvarníkům Michaelu Jefferymu z Austrálie a Josefu Jírovi z Československa, „kteří mi laskavě ukázali své ateliéry a seznámili mě se svými metodami, svým myšlením a svými životy“.